# 人民文学出版社
人民文学出版社（じんみんぶんがくしゅっぱんしゃ）は、中国の出版社。

## 概要
中華人民共和国国有企業で、1951年3月に設立され、文学作品に重点を置いている出版社である。住所は北京市朝陽門内大街166号。現在は中国出版集団の傘下にある。ISBNコードは978-7-02。現在の社長は潘凱雄（Pan Kaixiong）である。
人民文学出版社はこれまで13000種以上の図書を出版し、3000種以上の翻訳された作品を含んでいる。今の世の中の文学作品以外にも、当出版社は経典著作、国内外の著名作家の文集及び全集図書も出版している。
それ以外にも、「中華文学選刊」、「新文学史料」、「当代」、「文学故事報」及び「中華散文」の5冊の文学雑誌を出版している。
2009年、出版総署から、中国の図書TOP100（文芸類）に選ばれた。
2010年3月、日本の漫画『のだめカンタービレ』を発行し、日本の漫画の翻訳にも参入した。

## 主な出版書籍
- 「魯迅全集」
- 「郭沫若全集·文学編」
- 「茅盾全集」
- 「巴金全集」
- 「老舍文集」
- 「シェークスピア全集」
- 「ゲーテ文集」
- 「ゴーリキー文集」
- 「セルバンテス文集」
- 「ショーロホフ文集」（金人、草嬰、孫美玲等訳）
- 「オー・ヘンリー小説全集」（王永年訳）
- 「ハリー・ポッター」
- 「神曲」（田徳望訳）
- 「中国農民調査」（遭禁）

## 出版漫画
- 「蟹工船」、（日本）小林多喜二著，（日本）藤生剛絵，秦剛、応傑（Ying Jie）訳，2009年7月，ISBN 978-7-02-007597-3
- 「のだめカンタービレ」（日本）二ノ宮知子著